# 酢酸1-ブチル-3-メチルイミダゾリウム
酢酸1-ブチル-3-メチルイミダゾリウム（英: 1-Butyl-3-methylimidazolium acetate、BMIM OAc）は、イオン液体である。

## 特性
酢酸1-ブチル-3-メチルイミダゾリウムはイオン液体であり、すなわちその融点が100 °C未満の塩である。酢酸1-ブチル-3-メチルイミダゾリウムの場合、融点は室温よりさらに低く、室温イオン液体である。

## 調製
酢酸1-ブチル-3-メチルイミダゾリウムは、エタノール中で塩化1-ブチル-3-メチルイミダゾリウム（C8H15ClN2）と酢酸カリウムを反応させることによって調製できる。その際、塩化カリウムが沈殿する。エタノールを蒸発させた後、-10 °Cでさらに塩化カリウムを沈殿させ、濾別することができる。

## 用途
酢酸1-ブチル-3-メチルイミダゾリウムは、他の多くのイオン液体と同様に、有機合成において用いられる。また、イオン性の構造により、極性溶媒である。さらに、酢酸1-ブチル-3-メチルイミダゾリウムは、二酸化炭素回収・貯留、セルロースの溶解、およびポリカーボネートのメタノリシスにおいて利用することができる。